# Pégairolles-de-Buèges
Pégairolles-de-Buèges – miejscowość i gmina we Francji, w regionie Oksytania, w departamencie Hérault.
Według danych na rok 1990 gminę zamieszkiwały 42 osoby, a gęstość zaludnienia wynosiła 3 osoby/km² (wśród 1545 gmin Langwedocji-Roussillon Pégairolles-de-Buèges plasuje się na 858. miejscu pod względem liczby ludności, natomiast pod względem powierzchni na miejscu 569.).